# Isola d'Urville
L'isola d'Urville (in lingua māori: Rangitoto ki te Tonga "Rangitoto del sud") è un'isola della Nuova Zelanda, situata sullo Stretto di Cook, tra l'Isola del Nord e l'Isola del Sud. Con una superficie di circa 150 km² è per grandezza l'ottava isola della Nuova Zelanda.
La abitano le tribù indigene Ngāti Koata e Ngāti Kuia. I residenti stabili sono comunque poche decine di persone.
Lo stretto che separa l'isola dalla terraferma è il French Pass ("Passaggio francese"), noto tra i Maori come Te Aumiti, particolarmente pericoloso perché durante le maree l'acqua lo percorre a velocità che raggiungono gli otto nodi, causando numerosi gorghi. Il nome dell'isola deriva da quello del navigatore francese Jules Dumont d'Urville, che il 29 gennaio 1827 ne intraprese l'attraversamento, riportando anche danni alla sua nave e rischiando addirittura di perdere la vita.
L'ambiente dell'Isola d'Urville ha ospitato ed è tuttora rifugio di numerose specie rare. In particolare, qui sono stati trovati alcuni degli ultimi esemplari viventi di kiwi maculato minore (Apteryx owenii), che sulla terraferma erano ormai estinti. Dal momento, però, che la predazione da parte di gatti e ermellini rischiavano di farli scomparire anche da qui, gli ultimi esemplari sono stati trasferiti negli anni ottanta in una riserva sull'isola di Long Island.
L'isola era nota già prima dell'arrivo degli europei per i minerali che racchiude, in particolare l'adzite, un tipo di argillite particolarmente dura e adatta a fabbricare mazze e strumenti vari di pietra, per la quale sono state rilevate numerose cave sfruttate dai Maori.